# 삼국지 영걸전
《삼국지 영걸전》(한국 한자: 三國志英傑傳, 일본어: 三國志英傑伝 산고쿠시에이케쓰덴[*])은 일본의 게임 회사인 코에이가 발매한 삼국지 턴제 RPG게임 시리즈중 첫 번째 작품이다. 친숙한 소재인 삼국지 연의의 내용을 따르면서도, 비교적 난이도가 높아 많은 마니아를 가지고 있는 게임이기도 하다.
대한민국에는 1995년 수입되었다.

## 게임의 배경 및 시스템

### 배경 및 등장인물
후한말기부터 삼국시대에 이르는 시대를 배경으로 하고 있다. 삼국지 연의에 등장하는 유비를 주인공으로 하여, 삼국지 연의의 내용대로 기본적인 스토리가 진행되며, 연의 내에서의 주요 등장인물들이 게임 속에 등장한다. 조하, 동량 , 번궁 , 이명 등의 연의에는 나오지 않는 가공의 인물도 게임속에 등장한다. 삼국지 연의에서 묘사하는대로 조조가 악인으로 묘사되고 있고 조조는 가장 강력한 적으로서 타도의 대상이 되고 있다.

### 게임의 목적과 진행
스토리상의 최종 목적은 유비가 한조재흥을 달성하도록 하는 것이다. 스토리는 총 4장으로 구성되어 있고 각 장마다 여러 개의 스테이지가 이어진다. 게임의 기본적인 흐름은, 각 스테이지 사이에 출진을 앞두고 도시나 영채에서 도구를 구입하거나 세이브를 한 뒤 출진할 장수를 편성해서 다음 전투에 임하는 것이다. 전투가 시작되면 전투가 시작될 때 제시된 승리조건을 만족시켜야만 그 스테이지를 클리어할 수 있게 된다. 출진할 수 있는 장수는 삼국지 연의에서의 스토리 진행에 따르는데 도중에 사망하거나 다른 곳에 가 있기 때문에 특정 장수들이 전투에 출진하지 못하는 경우가 대단히 많아서, 이는 게임의 난이도를 높이는 요인이 되고 있다. 또한 전투마다 출진할 수 있는 장수의 수에는 제한이 있기 때문에 등장하는 많은 장수들을 모두 강하게 성장시키는 것은 대단히 까다롭게 되어 있다.

### 시스템
삼국지 영걸전은 전형적인 턴(Turn)제 RPG형식을 취하고 있다. 스테이지를 시작하기 앞서 정해진 인원수에 맞추어 장수들을 편성한다. 전투가 시작되면 장수들을 맵에 포진한 뒤 아군부터 장수들을 조작하며, 턴을 넘기면 적군의 차례로 적군이 장수와 병사들을 조작하게 된다. 아군 장수를 조작하여 적군의 장수나 병사들을 공격하여 병력을 감소시키는데, 아군이든 적군이든 병력이 0으로 줄어들거나, 사기가 0으로 감소되어버리면 퇴각하게 된다. 이때 유비가 퇴각하게 되면 스테이지를 클리어 할 수 없게되고, 그 전제에서 스테이지가 요구하는 조건을 정해진 제한 턴 내에 완수하여야 한다.
등장하는 장수들은 고유의 능력치와 레벨을 가지고 있고 게임상에서 공격을 행하거나 책략을 행함으로써 경험치를 얻게 된다. 경험치가 100에 이르면 레벨이 상승한다 (최대 99). 레벨이 상승하면 그 장수가 통솔하는 부대의 능력은 점차 강화된다. 스테이지 안에는 삼국지 연의에서 널리 알려진 장수간의 일대일 대결을 벌이는 이벤트들이 숨어있는데, 예컨대 사수관의 전투에서 화웅의 근처에 관우가 접근하면 자동적으로 두 장수가 일대일 대결을 하는 모습이 애니메이션으로 나타나게 된다. 이러한 이벤트들은 대개 삼국지 연의의 내용대로 플레이어가 승리한다. 그 이벤트를 보아 장수를 퇴각시키게 되면 해당 승리한 장수의 경험치가 +100이 된다.
그 외에도 승리조건 중 보다 달성하기 어려운 승리조건을 요구하는 스테이지가 있는데, 그 승리조건을 달성하여 스테이지를 클리어하면 건재한 장수들 전원에게 경험치가 +50 주어지게 된다.
스테이지 진행 도중의 세이브가 불가능하고, 등장하는 적군이 강력한 데다가 특정 스테이지는 매우 까다롭기 때문에 위의 경험치 보너스 이벤트들은 대개 필수적인 것으로 간주되고 있다.

## 숨겨진 요소
- 전투가 시작되기 전의 화면에서 유비의 초상화가 화면 우측에 위치해 있는데, 그 초상화를 여러번 클릭하면[2] 《금단의 명령어》를 실행할 수 있는 대화상자가 열리고, 그것을 활성화시킨 뒤에 화면 가장자리에 있는 구슬을 클릭하면 유비의 무력,지력,통솔력이 100이되고 레벨이 99가 되며 소지금이 최대가 된다. 단 처음 실행하였을 때 무력,지력,통솔력이 100이 되며 레벨이 99가 되고 이 상태가 된후로 게임을 세이브한 뒤 다시 로드하면 레벨은 99이지만 무력,지력,통솔력은 유비의 원래 능력치로 변해있다.(다시 금단의 비법을 실행하면 모든능력치가 100이 된다.)

- 《금단의 명령어》사용시 게임내에서 부작용이 있음을 경고하는데, 그 부작용이란 금단의 명령어 사용시 위 절차대로 정확히 행하지 않았을 때 모든 캐릭터 레벨이 1로 하락할 수 있다는 것이며, 원래대로 되돌리려면 예전 데이터를 로드하는 방법 밖엔 없다. 부작용이 발생하는 정확한 원인은 불명이다.(수정 : 유비의 코를 여러번 클릭한후 화면좌측 상단의 구슬을 클릭하는 경우 유비의 전 능력치가 100이되며 레벨99에 소지금 최대가 되며, 이때 좌측 상단의 구슬이 아닌 그 아래의 첫 번째 물결모양의 구부러진 부분을 클릭하는 경우 유비를 제외한 모든 아군장수의 레벨을 1로, 전능력치를 1로만든다.  앞의 두번과 달리 유비의 코를 계속 클릭하여 금단의 비법모드로 들어간 후 좌측의 물결부분 아래 부분을 클릭하면 청룡언월도 같은 무기의 공격력과 육도같은 방어구의 방어력이 기본수치보다 상당히 높아지게 된다. 단, 이것은 무기나 방어구를 갖고 있는 컴퓨터 장수에게도 동일하게 적용된다. 그리고 금단의 모드 실행 이후 특정 부분을 클릭하면(오래 되어서 잘 기억이 안 남) 메뉴에서 모든 사운드와 효과음을 들을 수 있는 메뉴가 생긴다.

- 숨겨진 요소를 사용한 뒤, 남양의 전투에서 유비로 조인을 퇴각시키면 더 이상 게임이 진행이 되지 않는다.

- 헌제의 궁궐에서 볼 수 있는 궁인의 얼굴은 후속 시리즈인 공명전에서는 젋은 시절의 황씨, 조조전에서는 초선의 얼굴로 등장한다.

- 대부분의 전투에서 유비가 퇴각하면 곧바로 게임오버가 되는데, 이릉 전투에서만큼은 유비가 퇴각하면 삼국지 연의의 내용대로 유비가 사망하는 별도의 엔딩이 마련되어 있다.(추가)-> 영걸전의 경우 관우,장비가 모두 살아있을 때 위나라멸망엔딩, 관우죽은 상태에서 위나라멸망엔딩, 관,장 모두 죽은 상태에서 위나라 멸망엔딩, 관우 죽고 장비까지 죽은 후 이릉전투에서 유비 사망하는 엔딩,조조에게 옥대를 보여줬을 경우 허저,하후돈,조인등에게 사망하는 엔딩, 관우가 안량을 죽인 후 원소가 문책할 때 관우라고 인정하면 문추에게 사망하는 엔딩, 관우가 문추를 죽인 후 원소가 문책할 경우 도망간다 또는 관우가 아니다라고 대답할 경우 처형당하는 엔딩 등 공명전이나 조조전에 비해 유비가 사망하는 방법이 다양하다)

- 노숙이 유비에게 형주의 반환을 요구할 때에 운다 운다를 클릭한 후 시치미뗀다를 클릭하면 유비가 "흑흑, 맛있었다 오늘 밥은"이라는 개그를 친다. / 운다 운다를 클릭한 후 무시한다를 클릭하면 노숙이 우는흉내를 낸 거짓말장이라고 한다. /

## 알려진 버그
- 사마의는 초열서 한방에 퇴각한다

- 업3의 사마사에게 초열서를 사용하면 피해를 전혀 입지 않는다. 사마사는 피해를 입지 않았다 라고 나온다. (공격이나 기타책략들은 최소 1이라도 다는게 정상)

- 군악대가 레벨 16이되면 고부를 익히는데 레벨 32에 배우는 건 대고무이다.

- 주술사가 렙40이되면 대구제를 배우는데 '대구제를 익혔다'라는 메시지가 안나온다.

- 박망파전투에서 하후돈의 레벨은 33이다 하지만 그다음전투인 장판파전투에서 (백성도망가는전투) 하후돈의 레벨은 32이다

- 발석차에게 초열서 화룡서 업화서를 사용하면 부대전투화면에서 발석차가 불이붙은채로 뒤로 밀려난다. 화계책략은 안되고 도구만 가능 그리고 소용돌이서나 탁류서 해일서를 사용하면 물이묻은채로 밀려난다.

- 보통 성에 들어갈때 진짜들어갈거냐고 yes no 선택하는게 나오는데 서서가 노래부를 때 신야성들어가면 선택지가 나오지 않는다.

- 여포토벌전이 끝나고 황제가 궁인을 보내서 옥대를 주려고 유비를 부르는데 그때 궁인이 저택으로 들어오는데 말을 걸지 않고 바로 궁전으로 가도 스토리가 진행된다.

- 평소 돌아다니는 화면에서 장수정보를보면 능력치 70까지가 노란색 71부터 초록색으로 나오는데 일기토 화면에서는 69까지가 노란색 70부터가 초록색이다.

- 호로관전투에서 여포가 혼란상태일 때 장비와 일기토를 시키면 더 이상 진행이 되지 않는다.

- 컴퓨터 장수가 사기치가 0이 되는 경우가 있다. 이때는 퇴각하지 않는다.

- 강유의 레벨이 99가 되면 책략치가 0이 된다.

- 장사평정전에서 위연이 혼란상태일 때 유비를 위연에게 접근시키면 위연이 한현을 죽이는 이벤트가 나오지 않고, 게임이 다운되어 버린다.

- 마량을 주술사로 변경하면 마량의 책략치가 0이 되어 못쓴다